# Monte Ida (Turchia)
Monte Ida (in turco Kazdağı) è un monte nei pressi dell'antica Troia, nell'attuale provincia di Balıkesir, distretto di Edremit, nel nordovest della Turchia. Non va confuso con l'omonimo greco dell'isola di Creta.

## Etimologia
Vi è ragione di credere che il monte micrasiatico sia stato ribattezzato Ida ad opera dei Teucri, una popolazione dell'Età del bronzo, che si sarebbero ispirati al monte cretese, mentre in precedenza esso avrebbe avuto un altro nome, forse Gargar. Se ciò fosse vero, l'etimologia sarebbe la stessa del monte di Creta, ossia deriverebbe da un'antica dea di nome Ida o Da. È comunque assodato che così come l'Ida greco, anche l'Ida micrasiatico fosse considerato fin dall'antichità sede di importanti culti di una dea locale.

## Mitologia
Fu qui che Paride visse da giovinetto tra i pastori, e fu dal monte Ida che Zeus avrebbe rapito Ganimede per farne il suo amante: qui infine si trasferì Arisbe, la moglie ripudiata di Priamo, col suo nuovo sposo Irtaco. Fu sempre su questo monte che si svolse la gara di bellezza tra le dee Era, Atena e Afrodite. La cima più alta era il Gargaro, menzionato anche nell'Iliade (Γάργαρον).
Nell'antichità era dedicato al culto della dea Cibele, che a Roma era nota come Magna Mater.
La più antica collezione di profezie sibilline, i Libri sibillini, sembra essere stata prodotta all'epoca di Ciro a Gergis, sul monte Ida; attribuiti alla Sibilla d'Ellesponto, furono conservati nel tempio di Apollo a Gergis. Da Gergis passarono ad Erythrae dove divennero famosi come gli oracoli della Sibilla Eritrea. Pare che sia stata questa collezione di profezie ad essere portata a Cuma, dove fu associata alla Sibilla Cumana, e di lì a Roma.

### Dall'Eneide
Dal libro IX dell'Eneide:
«Nisus erat portae custos, acerrimus armis,

Hyrtacides, comitem Aeneae quem miserat Ida

uenatrix iaculo celerem leuibusque sagittis,

et iuxta comes Euryalus, quo pulchrior alter
non fuit Aeneadum Troiana neque induit arma, 180

ora puer prima signans intonsa iuuenta».

(da The Latin Library)